# محاکمه مکسی

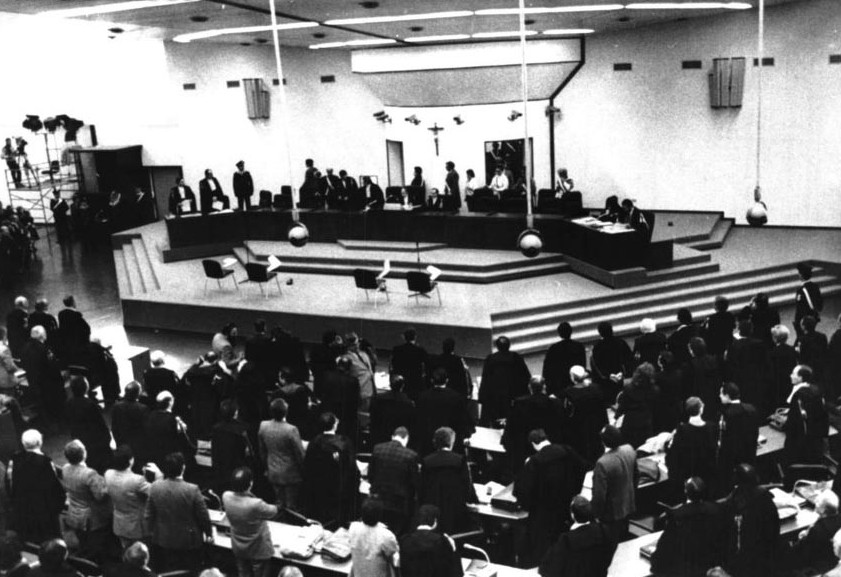
جلسه استماع دادگاه مکسی

محاکمه مَکسی (به ایتالیایی: Maxiprocesso) یک محاکمه جنایی علیه مافیای سیسیل بود که در پالرمو، سیسیل برگزار شد. این محاکمه از ۱۰ فوریه ۱۹۸۶ (اولین روز دادگاه کیفری) تا ۳۰ ژانویه ۱۹۹۲ (آخرین روز دیوان عالی کشور) به طول انجامید و در یک دادگاه ویژه که به صورت پناهگاه در داخل دیوارهای زندان اوچیاردونه ساخته شده بود، برگزار شد.
دادستان‌های سیسیلی در این محاکمه تاریخی ۴۷۵ مافیوسو را به اتهامات متعدد مرتبط با فعالیت‌های مافیا تحت تعقیب قرار دادند. اساس این اتهامات عمدتاً بر شهادت‌های رهبران سابق مافیا که به همکاران دادگاه تبدیل شده بودند (معروف به پنتیتی‌ها)، به ویژه تاماسو بوشتا و سالواتوره کونتورنو، استوار بود.
نتایج محاکمه:
- ۳۳۸ نفر محکوم شدند
- مجموع احکام صادر شده به ۲۶۶۵ سال حبس رسید
- ۱۹ رهبر مافیا به حبس ابد محکوم شدند
- تمامی احکام در ۳۰ ژانویه ۱۹۹۲ توسط دیوان عالی کشور ایتالیا تأیید شد
اهمیت تاریخی این محاکمه:
برای اولین بار وجود سازمان مافیایی "کوزا نوسترا" به صورت رسمی و قضایی تأیید شد. این محاکمه نقطه عطفی در مبارزه با مافیا محسوب می‌شود که با شهادت‌های بی‌سابقه همکاران سابق مافیا و تلاش قضات شجاعی مانند جووانی فالکونه ممکن شد.
محاکمه مَکسی نه تنها مهم‌ترین محاکمه تاریخ علیه مافیای سیسیل، بلکه بزرگترین محاکمه در تاریخ جهان محسوب می‌شود. در طول این محاکمه و پس از آن، مافیا چندین قاضی و مقام قضایی را به قتل رساند که از جمله آنها می‌توان به جووانی فالکونه و پائولو بورسلینو - دو قاضی اصلی هدایت کننده این محاکمه - اشاره کرد.